# Speculum Humanae Salvationis
Speculum Humanae Salvationis és el títol d'una obra anònima del segle xiv on es desenvolupa l'anomenada tipologia bíblica, és a dir, la lectura de l'Antic Testament com a prefiguració del Nou Testament i on els personatges del primer es veuen com a tipus o miralls dels del segon, especialment episodis de la vida de Jesús.
L'èxit de l'obra, escrita en llatí, fa que se'n conservin nombroses còpies manuscrites (350) i impressions com a incunable (com a mínim 16). Es considera un dels llibres més populars de l'època en el camp de la teologia popular. Va ser traduït al francès, l'anglès, l'alemany, el castellà, el txec i l'holandès.

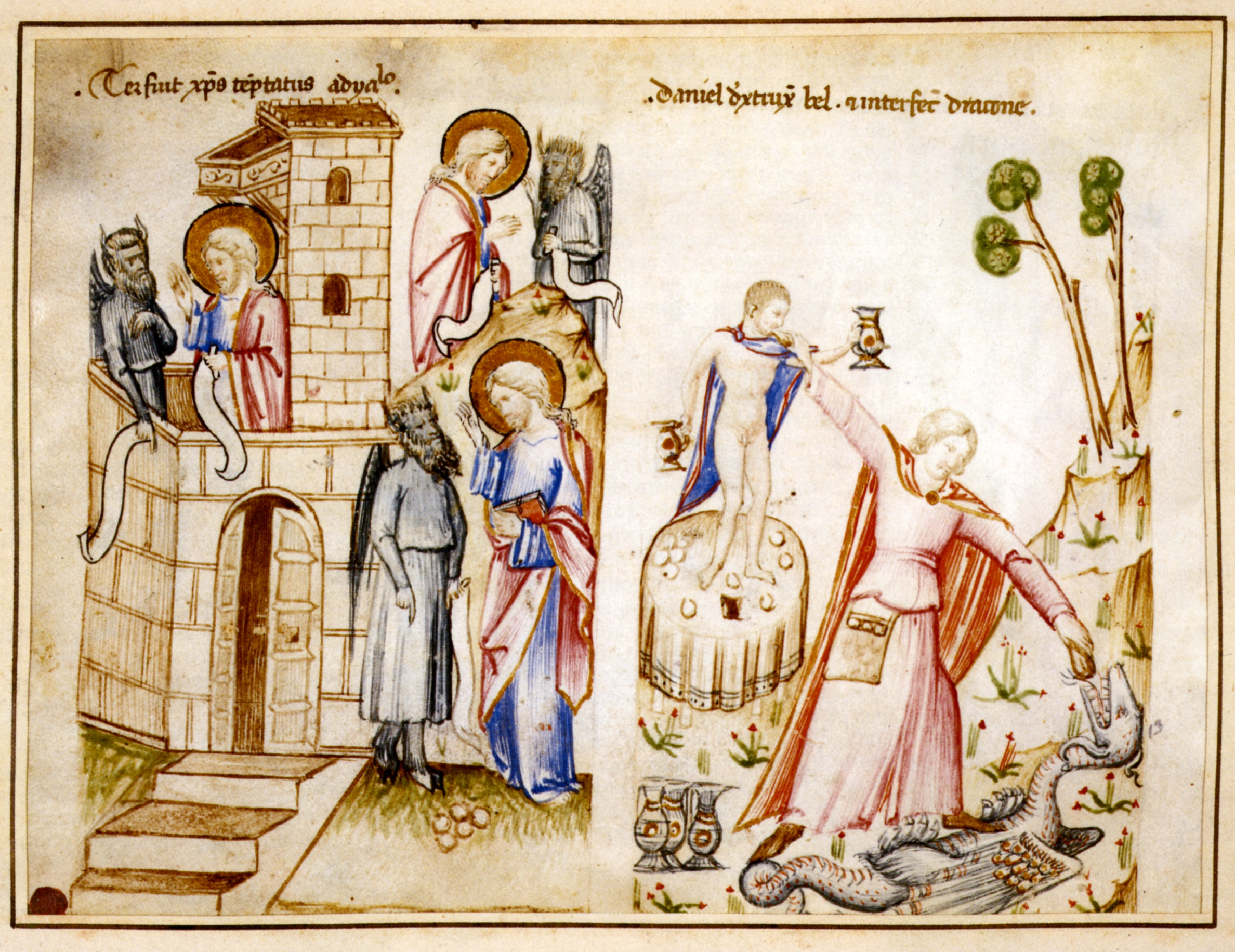
Exemple de paral·lelisme tipològic entre la temptació de Crist i Daniel a una de les pàgines del llibre.

## Estructura
El llibre comença amb un pròleg i després segueixen 42 capítols de 100 línies en vers cadascun. En ells es relata un episodi relacionat amb Crist i tres històries anteriors que el prefiguren, amb abundants il·lustracions sobre els quatre relats. En algunes versions manuscrites s'han afegit tres capítols suplementaris: els estadis de la Passió de Jesús, els set dolors i els set goigs de la Verge, aquests sense precedents previs. Els capítols inclouen pregàries i poden ser usats autònomament per als sermons de la missa. Cada pàgina conté dues columnes de text amb vint-i-cinc línies escrites per columna, amb il·lustracions a l'inici d'algunes línies i a la part superior del foli.

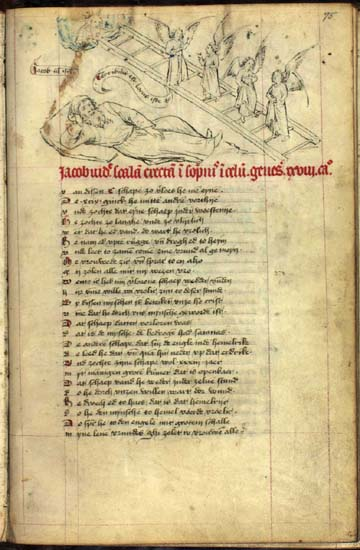
Pàgina de text amb l'estructura habitual

## Autoria
En la tradició medieval de les obres col·lectives i de no vantar-se de les pròpies fites, l'autor roman voluntàriament anònim, com declara al prefaci. Per les al·lusions, tanmateix, es pot deduir que es tracta d'un frare dominic i s'ha atribuït a dues figures. La primera és la de Ludolf de Saxònia, qui va escriure una vida comentada de Jesús en la mateixa línia que els episodis aquí triats. L'altra opció és la de Vicent de Beauvais, autor del Speculum Maius, una enciclopèdia medieval, obra amb què comparteix algunes fonts de referència i a qui un dels primers traductors del text al francès, Jean Miélot, esmenta com a autor.

## Llegat
Les correspondències entre tipus o figures de l'obra han aparegut en nombroses obres posteriors, a causa de l'enorme popularitat del llibre. La part iconogràfica també ha tingut una forta influència. Tot i que cada còpia comptava amb les seves variants quant a les il·lustracions (i gran varietat en la cura dels detalls o els materials emprats d'acord amb el preu final que es volgués fixar al llibre), existeix una forta unitat d'estil entre els diferents dibuixos. Aquests han influït autors posteriors, com ara Rogier van der Weyden.